# 木江港

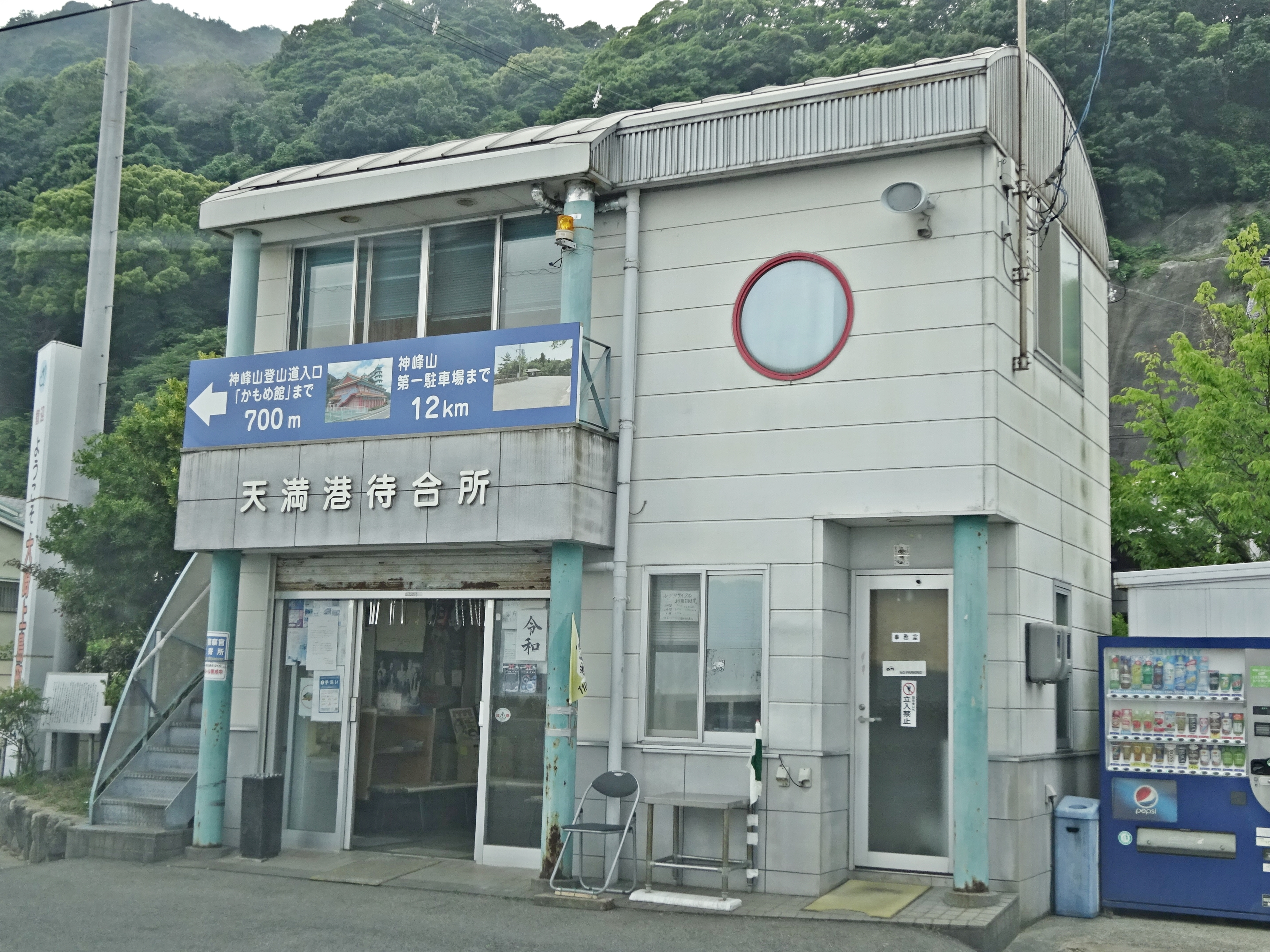
天満港待合所（木江港桟橋）

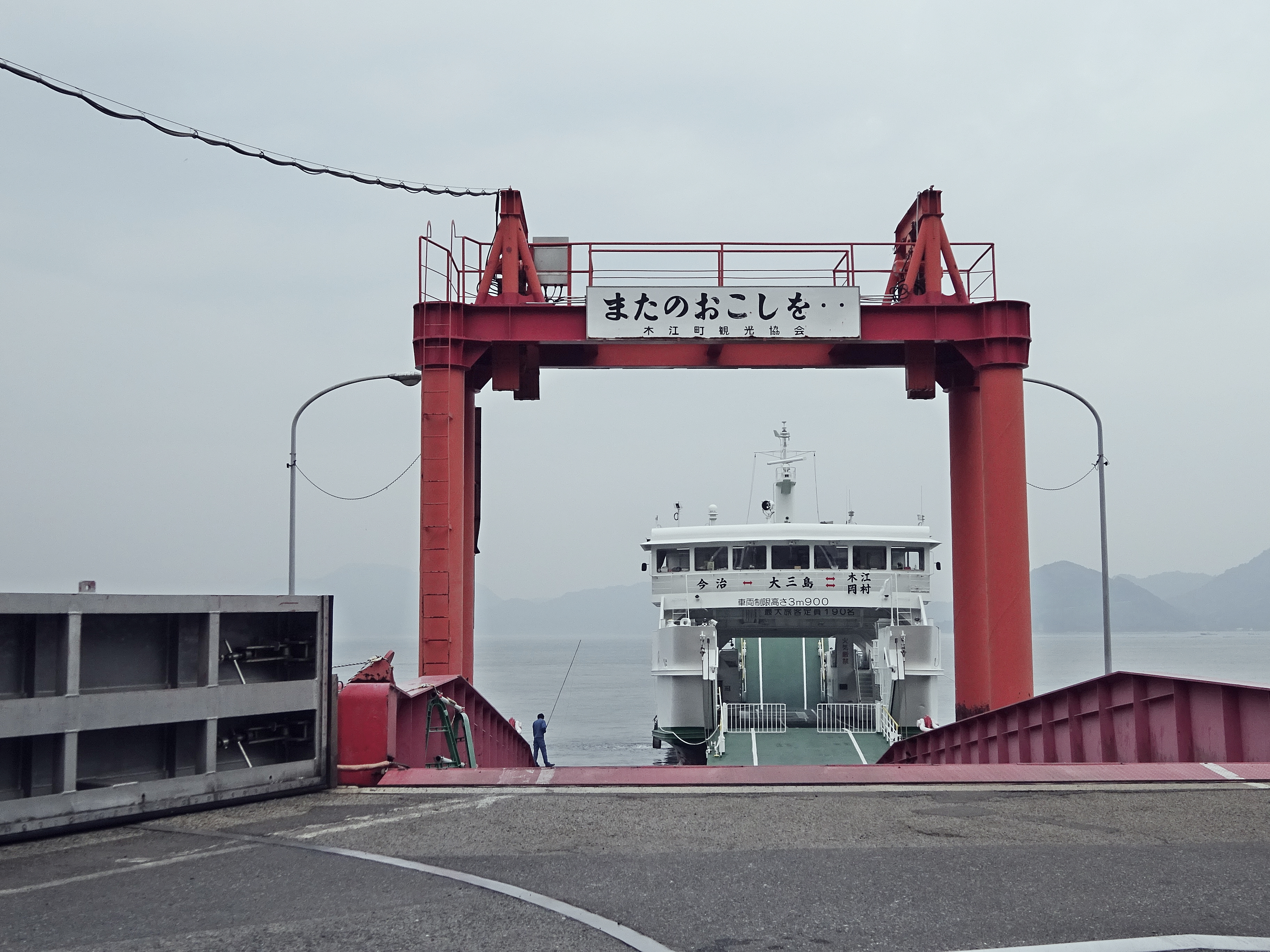
木江港桟橋（大三島ブルーライン）

木江港（きのえこう）は、広島県大崎上島町木江（大崎上島）にある港湾。港湾管理者は広島県。地方港湾。

## 概要
木江桟橋（天満港）
「天満港」地図
バス停では「天満港」と表記される。
一貫目港（一〆目港）
「一貫目港」地図
バス停では「一貫目港」、大三島ブルーラインでは「一メ目」とも表記される。

## 交通

### 航路
しまなみ海運
- 高速船
  - 竹原港 - めばる - 一貫目 - 天満 - 沖浦 - 明石 - 大長（大崎下島）

御手洗港へ寄港する便もある。「めばる」から「明石」までが「大崎上島」。
2009年（平成21年）3月末まで山陽商船が運航していた航路[4]を、同年4月から引き継いだ[5]。

大三島ブルーライン
- カーフェリー
  - 今治港 - 宗方（大三島） - 木江（天満） - 宮浦（大三島）

今治港発 4便の内、2便は「天満桟橋 止」で折り返し。
- 快速船
  - 今治港 - 宗方（大三島） - 木江（天満） - 一〆目- 宮浦（大三島）

宮浦港発 3便の内、朝の1便は「一〆目」を通過。